# 1,2-二硫戊环
1,2-二硫戊环是一种有机化合物，化学式为C3H6S2，是一种二硫化物。它可以1,3-丙二硫醇为原料来制备。1,2-二噻戊环作为母体见于硫辛酸和其他环状二硫化物中。